# La Jarne
La Jarne é uma comuna francesa na região administrativa da Nova Aquitânia, no departamento de Charente-Maritime. Estende-se por uma área de 8,42 km². Em 2010 a comuna tinha 2 570 habitantes (densidade: 305,2 hab./km²).